# Parīs Maragkos
Kyprianos Iōannīs Maragkos, detto Parīs (in greco Κυπριανός Ιωάννης "Πάρης" Μαραγκός?; Amarousio, 19 gennaio 1994), è un cestista greco con cittadinanza cipriota.

## Palmarès
- Campionato greco: 1

Panathinaikos: 2010-2011
- Coppa di Grecia: 1

Panathinaikos:	2011-2012
- Campionato cipriota: 1

Keravnos: 2021-2022